# Peter Finke (Wissenschaftstheoretiker)
Peter Finke (* 5. November 1942 in Göttingen) ist ein deutscher Wissenschaftstheoretiker und pensionierter Professor für Wissenschaftstheorie und Kulturökologie.

## Arbeit
Finke lehrte ab 1982 Wissenschafts-, Sprach- und Kulturtheorie an der Universität Bielefeld und war 1996/97 Gregory-Bateson-Professor für Kulturökologie an der Universität Witten/Herdecke. 2004 verlieh ihm die Universität Debrecen die Ehrendoktorwürde.
2006 trat er aus Protest gegen die Folgen der Bologna-Reform freiwillig vor der Pensionsgrenze aus dem regulären Dienst aus und kritisierte eine „Mitschuld“ der Wissenschaft an der Reform. Er sieht eine „Bildungskrise“ als Teil einer tiefgreifenden kulturellen Krise, und plädierte für eine Citizen Science als Weg zu einer echten Wissensgesellschaft.
Peter Finke setzte sich mit Linguistik, Literaturwissenschaft und
Kulturtheorie auseinander und thematisierte die Bedeutung von Metaphern in der Wissenschaft und das Verhältnis von Wissen und Glauben. Er beschäftigt sich mit kultur- und wissenschaftstheoretischen Aspekten der Ökologischen Ökonomik und kritisiert „das Nachhaltigkeitsgeschwätz“, wobei er den Begriff des nachhaltigen Wachstums als Oxymoron bezeichnet.
Er ist Gründungsmitglied und Beisitzer im Vorstand der Vereinigung für Ökologische Ökonomie und Jurymitglied des Kapp-Forschungspreises und engagiert sich, teils in leitender Funktion, in Netzwerken der Citizen Science. Er ist Vorsitzender des Beirats des Naturwissenschaftlichen Vereins für Bielefeld und Umgebung und war Mitgründer und langjähriger Vorsitzender des 1992 gegründeten Dachverbands der Naturwissenschaftlichen Vereinigungen Deutschlands. Dieser beschloss 2005 die Umwandlung zum Netzwerk der Naturwissenschaftlichen Vereinigungen in Mitteleuropa, als dessen Sprecher Finke bis heute aktiv ist (Stand: 2013).
2005 gründete er das Parosphromenus-Project, das am Beispiel der Prachtguramis gegen die Urwaldvernichtung in Malaysia und Indonesien kämpft. Es entstand aus einem Forschungsprojekt der von Finke geleiteten Arbeitsgruppe E.C.E.R.G. (Evolutionary Cultural Ecology Research Group), das sich mit kulturellem Wandel durch Ökonomisierung und Globalisierung anhand von Wissenschaft und Bildung, Politik und Alltagskultur beschäftigte.

## Werke
- Grundlagen einer linguistischen Theorie: Empirie und Begründung in der Sprachwissenschaft. Vieweg, 1979, ISBN 978-3-528-08390-8.
- Konstruktiver Funktionalismus. Vieweg, Braunschweig 1982, ISBN 978-3-528-07322-0.
- Sprache im politischen Kontext. In: Konzepte Der Sprach- und Literaturwissenschaft. Band 29. Niemeyer, 1983, ISBN 978-3-484-22029-4.
- Die Ökologie des Wissens. Alber, Freiburg im Breisgau 2005, ISBN 978-3-495-48137-0.
- Wirtschaft – ein kulturelles Ökosystem. Über Evolution, Dummheit und Reformen. In: Eva Lang, Christiane Busch-Lüty, Jürgen Kopfmüller (Hrsg.): Wiedervorlage dringend – Ansätze für eine Ökonomie der Nachhaltigkeit. oekom, München 2007, ISBN 978-3-86581-070-0, S. 60–73.
- Citizen Science. Das unterschätzte Wissen der Laien. oekom, München 2014, ISBN 978-3-86581-466-1.
- Freie Bürger, freie Forschung. Die Wissenschaft verlässt den Elfenbeinturm. oekom, München 2015, ISBN 978-3-86581-710-5.
- Lob der Laien. Eine Ermunterung zum Selberforschen. oekom, München 2018, ISBN 978-3-96238-062-5.
- Mut zum Gaiazän. Das Anthropozän hat versagt. oekom, München 2022, ISBN 978-3-96238-366-4